# Bundesstraße 323
Die Bundesstraße 323 (Abkürzung: B 323) ist eine deutsche Bundesstraße in Hessen, die vollständig im Schwalm-Eder-Kreis verläuft.

## Verlauf
Die Bundesstraße 323 zweigt südwestlich der Kreisstadt Homberg (Efze) von der B 254 ab und führt über eine Strecke von etwa sieben Kilometern zur südöstlich von Homberg auf dem Gebiet der Gemeinde Knüllwald gelegenen Autobahnanschlussstelle Homberg (Efze) an der A 7.

### Einzelheiten
Die B 323 beginnt mit Anschluss an die B 254 am Industriegebiet von Homberg (Efze), der Kreisstadt des Schwalm-Eder-Kreises. Sie folgt dem Lauf der Efze, am südlichen Rand des Stadtgebiets von Homberg und hat dort die Funktion einer Umgehungsstraße. Dadurch sind auch eine Vielzahl von Anschlussstellen in das Stadtgebiet von Homberg vorhanden. Auch das neue Behördenzentrum, das auf dem ehemaligen Kasernengelände der Bundeswehr entstanden ist, ist über eine Anschlussstelle erreichbar.
Im weiteren Verlauf Richtung Osten führt die B 323 oberhalb an den Ortsteilen Holzhausen und Relbehausen vorbei. Anschließend wird die ehemalige Kanonenbahn unterquert, deren Brücke mittlerweile abgerissen wurde. Letztendlich endet die B 323 nach zwei Kreisverkehren am Anschluss an die A 7. Folgt man dem Straßenverlauf erreicht man über die Landesstraße 3465 die historische Fachwerkstadt Rotenburg a.d. Fulda. 

## Geschichte
Die heutige B 323 wurde kurz vor dem Zweiten Weltkrieg als Reichsstraße 323 eingerichtet.